# Ken Birch
Ken Birch, all'anagrafe Kenneth Joseph Birch (Birkenhead, 31 dicembre 1933 – 24 aprile 2015) è stato un allenatore di calcio e calciatore inglese, di ruolo centrocampista.

## Caratteristiche tecniche
Era un esterno di centrocampo.

## Carriera
Nel 1951, all'età di 18 anni, viene aggregato alla prima squadra dell'Everton, club della prima divisione inglese; in realtà, complice anche il servizio militare, gioca le sue prime partite di campionato con le Toffees solamente nella stagione 1955-1956, nella quale disputa 10 incontri di campionato. Nella stagione 1956-1957 gioca invece 29 partite e segna anche una rete, la sua unica in carriera in prima divisione. Infine, gioca ulteriori 4 partite con l'Everton nella First Division 1957-1958, per poi trascorrere la stagione 1958-1959 al Southampton, con cui mette a segno 3 reti in 34 presenze in terza divisione. Dopo una stagione con i semiprofessionisti del Chelmsford City passa quindi ai gallesi del Bangor City, militanti nelle serie minori inglesi (in quanto il Galles all'epoca non aveva un suo campionato nazionale separato da quello inglese) ma con cui prende parte alla Coppa del Galles, torneo nel quale nella stagione 1960-1961 perde la finale (3-1 contro lo Swansea City) e che invece vince nella stagione 1961-1962, partecipando così alla Coppa delle Coppe 1962-1963: in questo torneo il Bangor City, all'esordio nelle competizioni europee, viene sorteggiato nel primo turno con gli italiani del Napoli: dopo aver vinto per 2-0 la partita di andata in casa, il club gallese perde il ritorno con il punteggio di 3-1: il regolamento dell'epoca con tali punteggi prevedeva una partita di spareggio in campo neutro, nella quale il Napoli si impose con il punteggio di 2-1. Birch gioca tutte e 3 le partite in questione e realizza anche una rete, precisamente quella del definitivo 2-0 nella prima delle tre partite, con un calcio di rigore all'82' del match. A fine stagione Birch si trasferisce poi in Sudafrica, dove trascorre una stagione con il doppio ruolo di giocatore ed allenatore al Benoni Premier Utd, club della prima divisione locale, per poi nel 1964 ritirarsi, all'età di 31 anni.
In carriera ha totalizzato complessivamente 77 presenze e 4 reti nei campionati della Football League.

## Palmarès

### Giocatore

#### Competizioni nazionali
- Coppa del Galles: 1

Bangor City: 1961-1962